# Stora gölen (Markaryds socken, Småland)
Stora gölen är en sjö i Markaryds kommun i Småland och ingår i Lagans huvudavrinningsområde. Sjöns area är 0,027 kvadratkilometer och den befinner sig 140,9 meter över havet.